# لودفيغ إميل غريم
لودفيغ إميل غريم (بالألمانية: Ludwig Emil Grimm)‏ هو رسام ألماني، ولد في 14 مارس 1790 في هاناو في ألمانيا، وتوفي في 4 أبريل 1863 في كاسل في ألمانيا.

## معرض صور

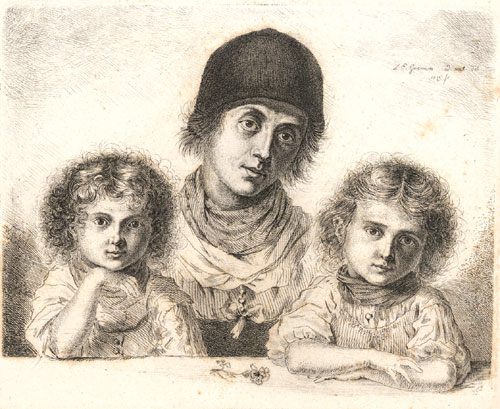
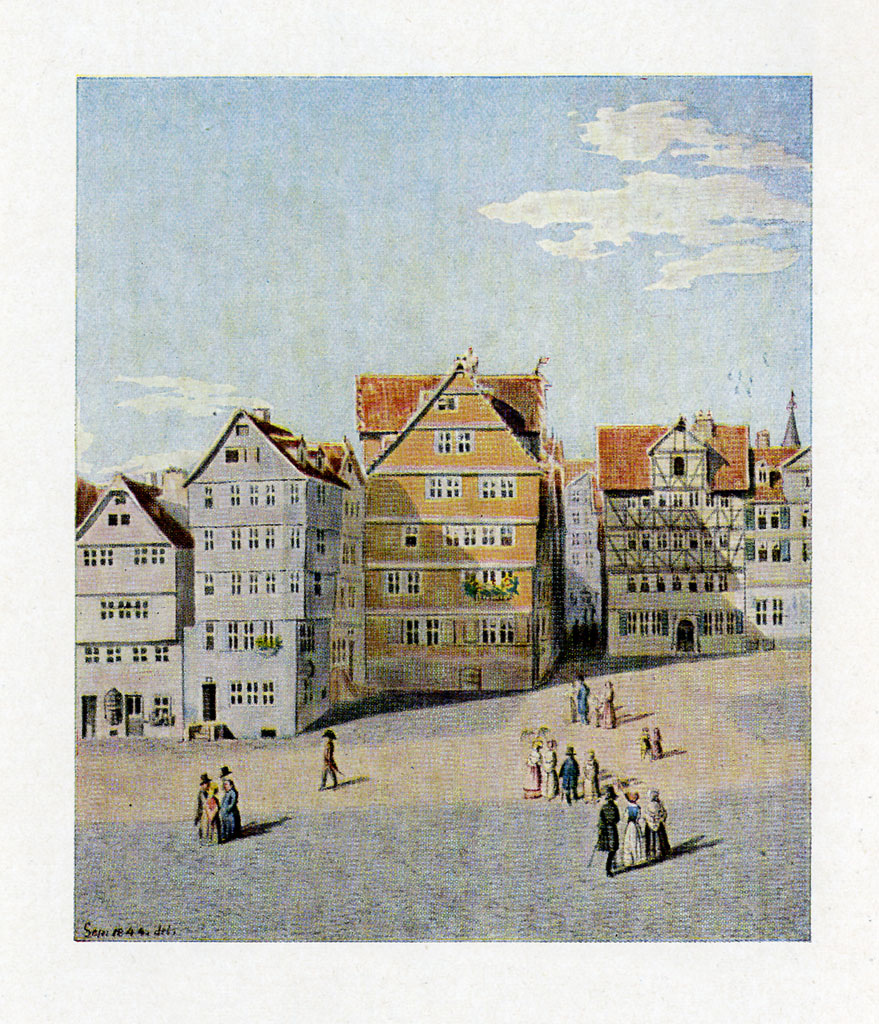
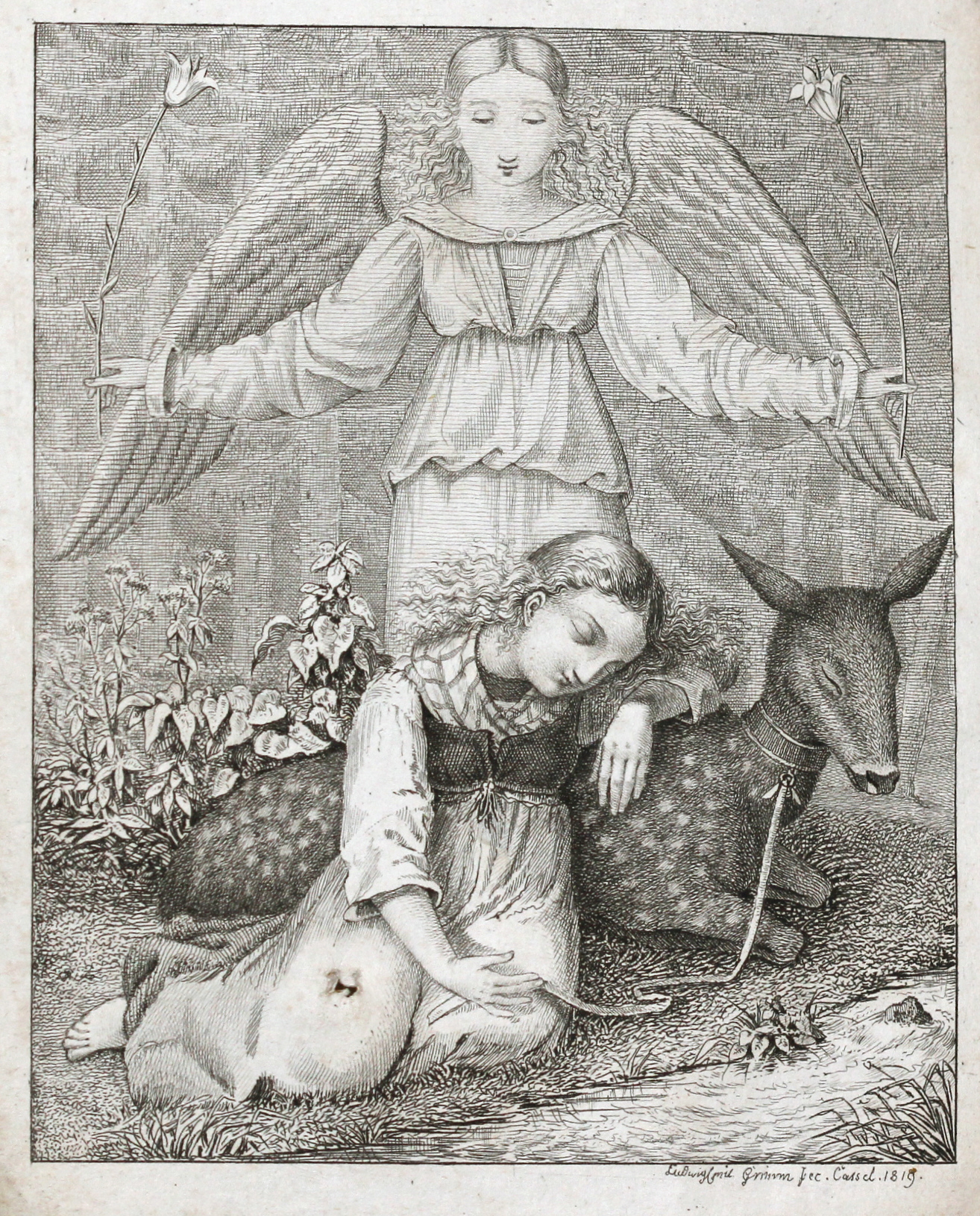
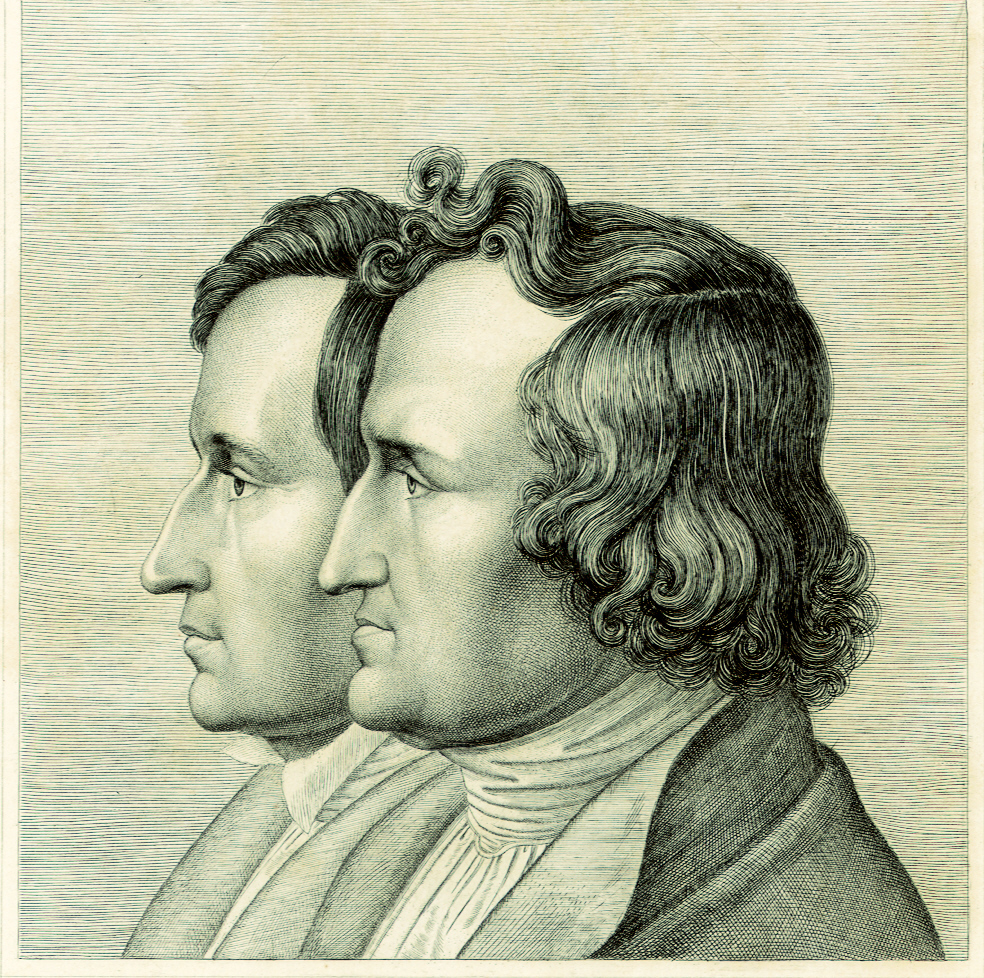
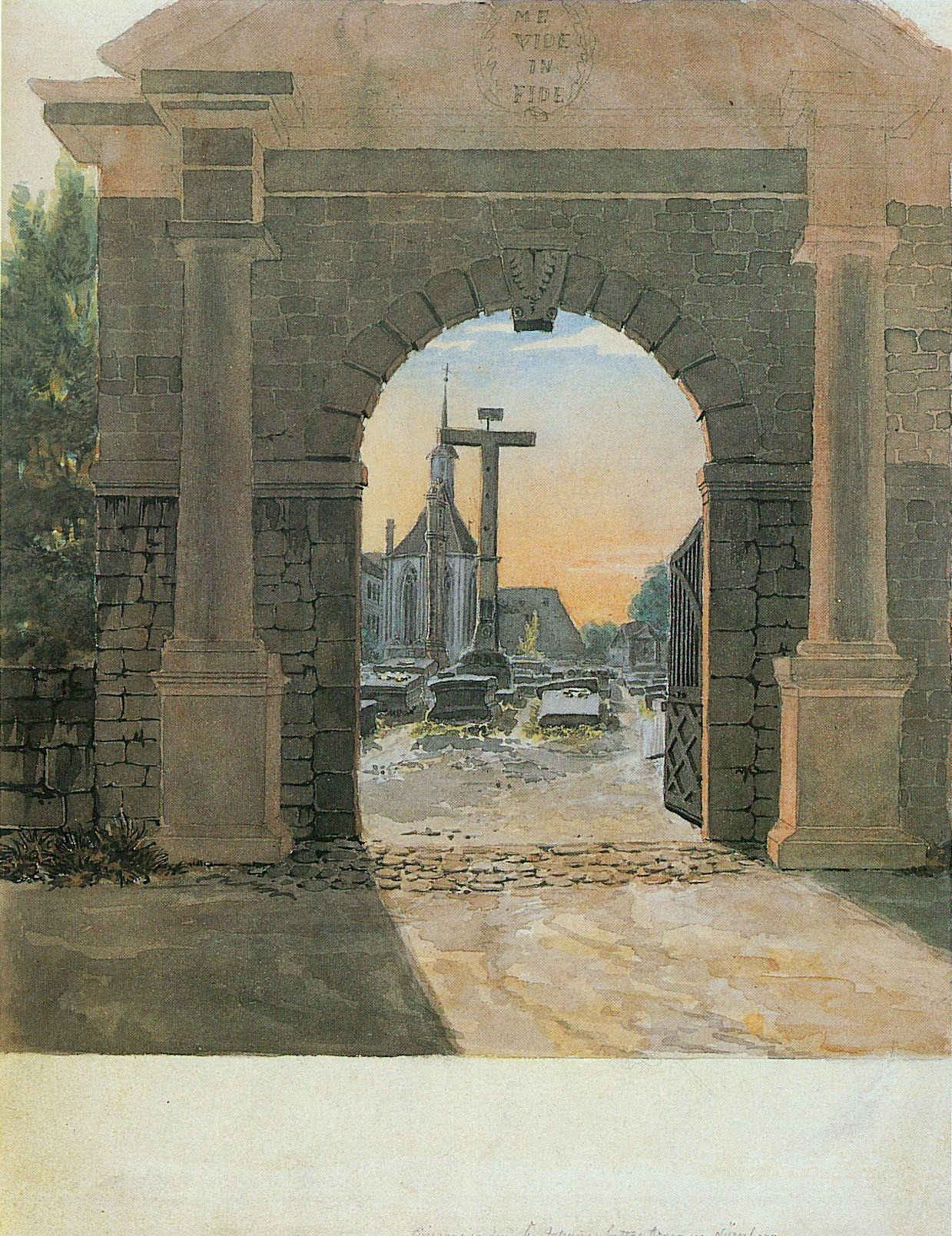